# Кузьмич, Владимир Саввич
Владимир Савич Кузьмич (укр. Володи́мир Са́вич Кузьми́ч; 27 июня 1904, Бахмач, Конотопский уезд, Черниговская губерния — 4 октября 1943, Казахстан) — украинский советский писатель.

## Биография и творческая деятельность
Родился в семье железнодорожника. В десятилетнем возрасте остался сиротой. Воспитывался в сиротском приюте. Несмотря на материальные трудности, окончил гимназию. Затем до 1929 обучался на юридическом факультете Харьковского института народного хозяйства.
В 1932 окончил аспирантуру при кафедре литературоведения Украинского института красной профессуры.
Литературный дебют В. Кузьмича состоялся в 1925, когда был напечатан его первый рассказ. После этого, его произведения стали часто появляться на страницах журналов УССР «Червоні квіти», «Плужанин», «Молодняк», «Червоний шлях», «Гарт».
Был членом организации украинских пролетарских писателей Гарт, харьковской группы литературной организации комсомольских писателей Украины — «Молодняк», созданной в ноябре 1926.

## Избранная библиография
Автор ряда сборников рассказов и повестей. В своих прозаических произведениях стремился отобразить социалистическое строительство, освещая процессы индустриализации на Украине (роман «Крила», 1930).
- «Итальянка из Мадженто» (1927)
- «Наган» (1927)
- «Хао-Жень» (1928)
- «Мина» (1929)
- «Полёт над Кавказом» (1929)
- «Евстрат» (1930)
- «Желтый рикша» (1930)
- «Повидло» (1930)
- «Шесть тысяч метров» (1930)
- «Индустриада» (1931)
- «Корабли» (1931)
- «Первый ледокол» (1931)
- «Батальон пятилетки» (1932)
- «Турбины» (1932)
- «Высоты» (1934)
- «Рассказы» (1935)
- «Океан» (1939)
- «Сто хлебов» (1940)
- «Жена пилота» (1941)
- «В грозу» (1941) и др.

После начала Великой Отечественной войны был ложно обвинен, арестован 11.09.1942 и осужден 05.06.1943 на 10 лет ИТЛ. До ареста проживал в Алма-Ате, работал в Союзе писателей.
Заключение отбывал в одном из концлагерей Казахстана, где и умер от истощения и авитаминоза (пеллагра) в октябре 1943 года.
Посмертно реабилитирован.